# Filip Božić
Filip Božić (in serbo Филип Божић?; Paraćin, 9 marzo 1999) è un calciatore serbo, centrocampista del Sinđelić Grabovac.

## Caratteristiche tecniche
È un centrocampista centrale.

## Carriera
Cresciuto nel settore giovanile del Mačva Šabac, ha esordito in prima squadra il 3 marzo 2018 disputando l'incontro di Superliga serba perso 2-1 contro il Radnik Surdulica.